# إدوارد ماتيوس غاليانو
إدوارد ماتيوس غاليانو (بالهولندية: Edward Gal)‏ هو فارس سباق هولندي، ولد في 4 مارس 1970 في ريدن في هولندا.

## وصلات خارجية
- إدوارد ماتيوس غاليانو على موقع الاتحاد الدولي للفروسية (الإنجليزية)
- إدوارد ماتيوس غاليانو على موقع FEI (رابط بديل) (الإنجليزية)
- إدوارد ماتيوس غاليانو على موقع اللجنة الأولمبية الدولية (الإنجليزية)
- إدوارد ماتيوس غاليانو على موقع أوليمبيديا (الإنجليزية)
- إدوارد ماتيوس غاليانو على موقع تيم أن.أل (الهولندية)